# ملچبورن
ملچبورن (به انگلیسی: Melchbourne) یک روستا در بریتانیا است که در ملچبورن و یلدن واقع شده‌است. ملچبورن ۱۲۰ نفر جمعیت دارد.